# Älvsåkers distrikt
Älvsåkers distrikt är ett distrikt i Kungsbacka kommun och Hallands län. 
Distriktet ligger nordost om Kungsbacka.  

## Kommunikationer
Det är beläget i förorten mellan Kungsbacka stad och göteborgs stad och förbundet mellan dessa via tåg via Annebergs station. Stationen är belägen i den västraste delen av distriktet längs med gamla E6:an. Gamla E6:an förbinder distriktet norrut till Lindome, Mölndals kommun, och söderut till Kungsbacka stad. Längs denna byggdes även under 2010-talet en cykelväg. Från pendelstationen utgår Älvsåkersvägen vilken går igenom hela distriktet in till Lindome. 700 meter in på Älvsåkersvägen från järnvägsstationen finns en korsning där Lindströmsvägen finns norrut med ett bostadsområde byggt under 1990-talet och söderut finns Lerbergsvägen gående mot Tölö/Hede. Längs denna påbörjas bygge av en cykelväg år 2019. 

## Idrott
Inom distriktet finns origenteringsklubben IF Rigor tillhållande vid Rigortorpet. Har finns även mountainbike banor öppna för allmänheten. Förutom detta finns Dalavallen vilket är en fotbollsplan tillhörande klubben Annebergs IF.
Annebergs IF är en klubb med sina rötter på 1920-talet och har färgerna blått och vitt vid tävlingar.

## Tidigare administrativ tillhörighet
Distriktet inrättades 2016 och utgörs av en del av området som Kungsbacka stad omfattade till 1971, delen som  före 1969 utgjorde Älvsåkers socken.
Området motsvarar den omfattning Älvsåkers församling hade vid årsskiftet 1999/2000.